# Babiniczy (rejon orszański)
Babiniczy (biał. Бабінічы; ros. Бабиничи, Babiniczi, pol. hist. Babinicze) – agromiasteczko na Białorusi, w obwodzie witebskim, w rejonie orszańskim, w sielsowiecie Babiniczy, nad doliną Dniepru.

## Transport
Miejscowość położona jest przy głównej drodze wyjazdowej z Orszy w kierunku południowym. Skrajem wsi przebiega linia kolejowa Orsza – Krzyczew, na której w pobliżu Babinicz leży stacja kolejowa Rumina.

## Historia
W XIX i w początkach XX w. wieś położona w Rosji, w guberni mohylewskiej, w powiecie horeckim, w gminie Puhłaje. W 1919 mieszkańcy wsi wzięli udział w powstaniu antybolszewickim.
Następnie wieś leżała w granicach Związku Sowieckiego. Od 1991 w niepodległej Białorusi.
Urodził tu się białoruski polityk Alaksandr Czarwiakou.